# Montenegro no Festival Eurovisão da Canção
O Montenegro participou no Festival Eurovisão da Canção, até ao momento, 13 vezes, estreando-se em 2007 como país independente, tendo anteriormente participado como parte da Jugoslávia entre 1961 e 1991 e como parte da Sérvia e Montenegro em 2004 e 2005 e estando ausente apenas 3 vezes, em 2010, 2011 e 2021. 

## História
Após Montenegro se tornar um estado independente em 21 de maio de 2006, a nação passou a fazer parte do Festival Eurovisão da Canção. O país fez a sua estreia em 2007 e até agora só se qualificou 2 vezes para a grande final.
Em novembro de 2009 a RTCG anunciou que Montenegro não iria participar da competição de 2010, devido a dificuldades financeiras na emissora.
Em 2014, Montenegro qualificou-se pela primeira vez na final, com a canção "Moj svijet" de Sergej Ćetković, repetindo o feito em 2015 com "Adio" de Knez, onde alcançou o 13º lugar, a melhor classificação até hoje. Desde então, nunca mais conseguiu regressar à final.

## Galeria

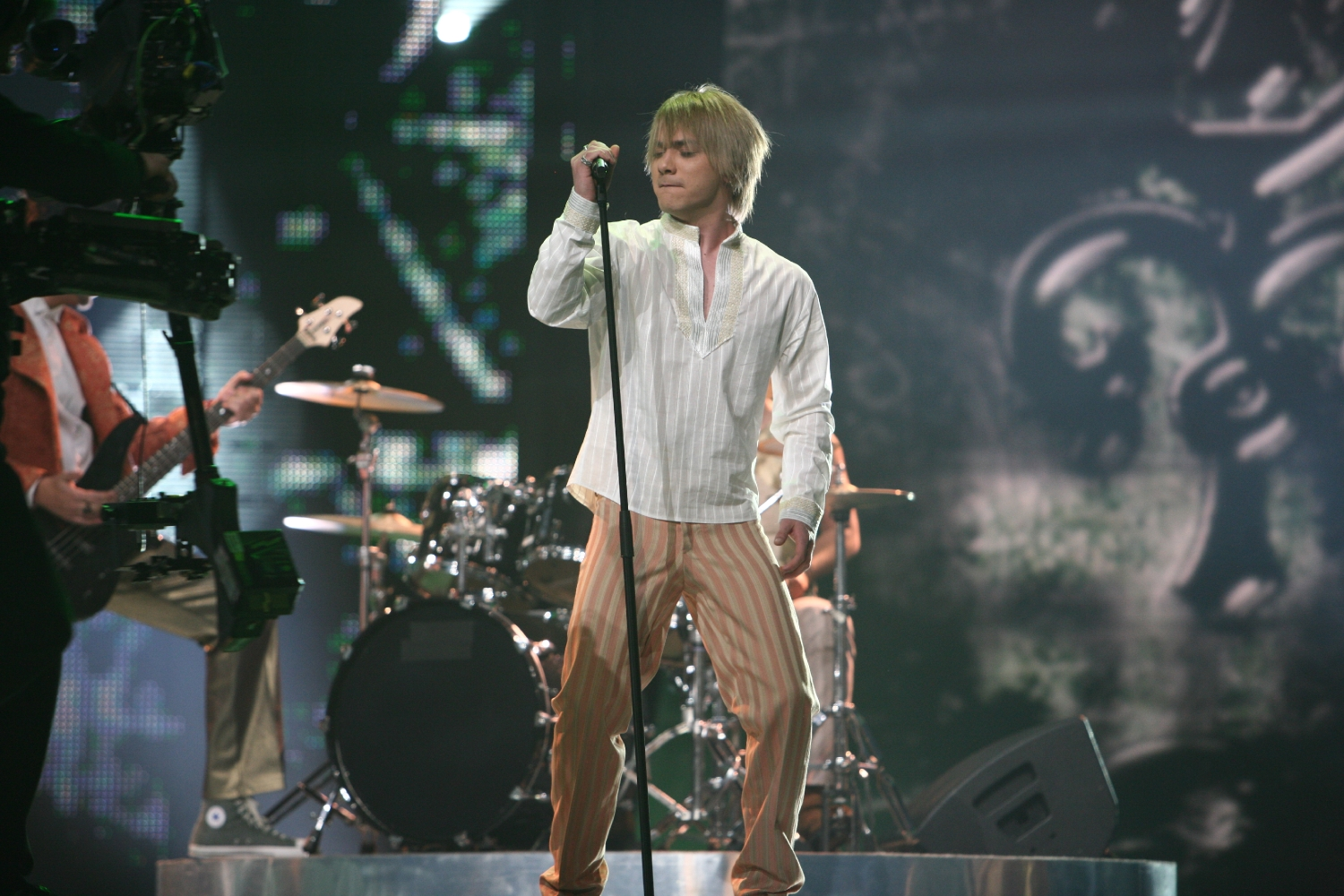
Stevan Faddy em Helsínquia (2007)
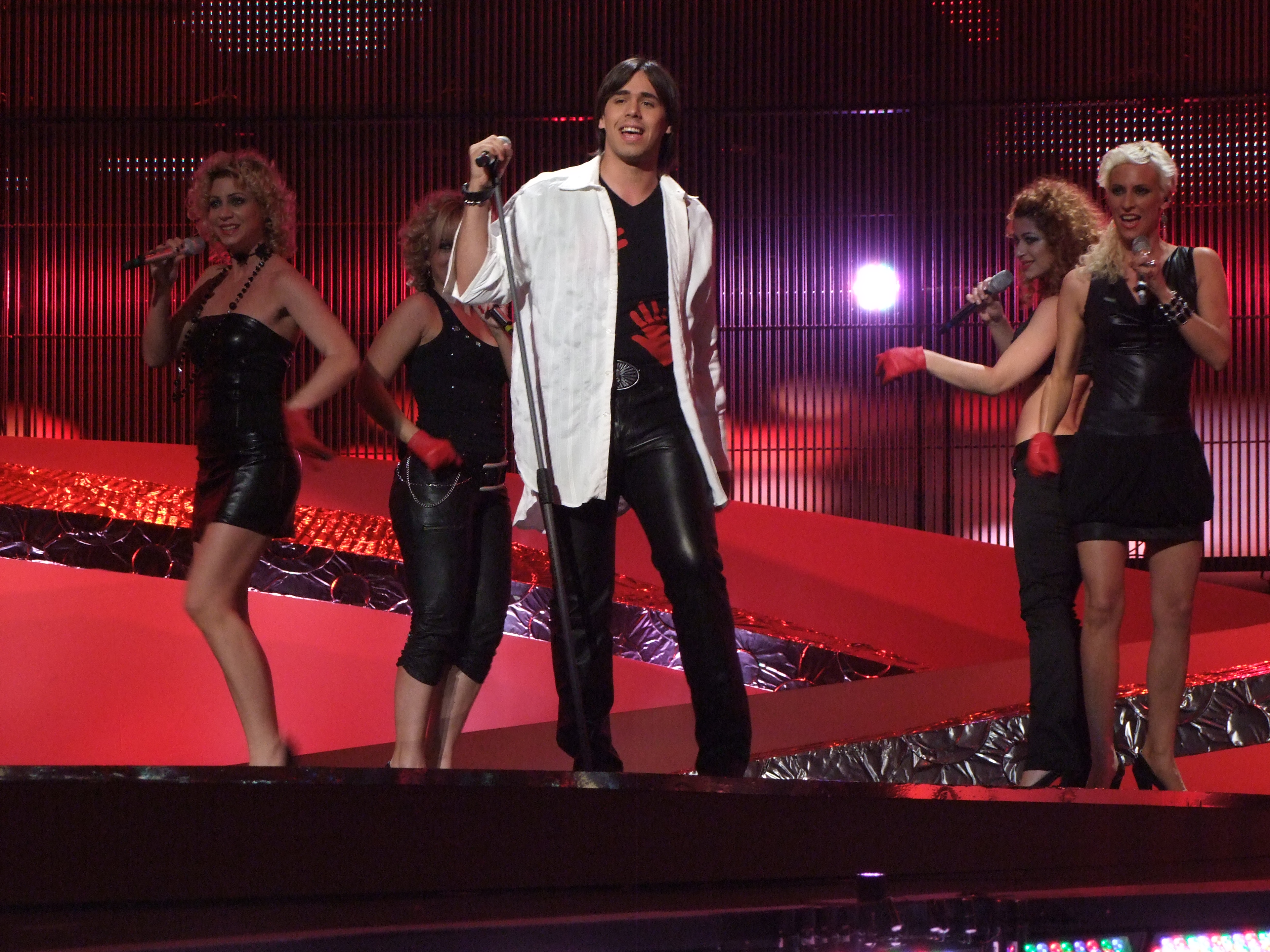
Stefan Filipović em Belgrado (2008)
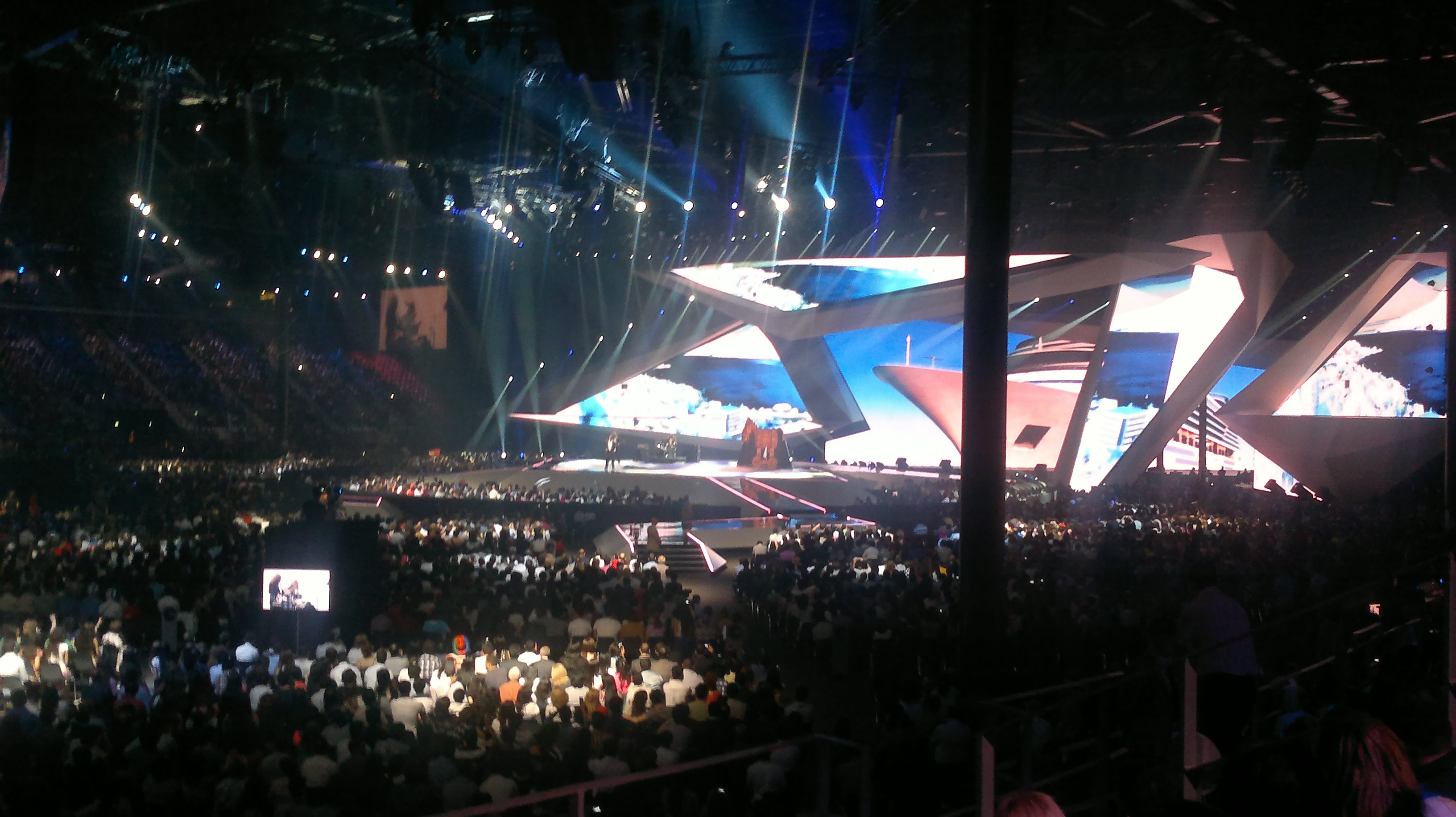
Rambo Amadeus em Baku (2012)
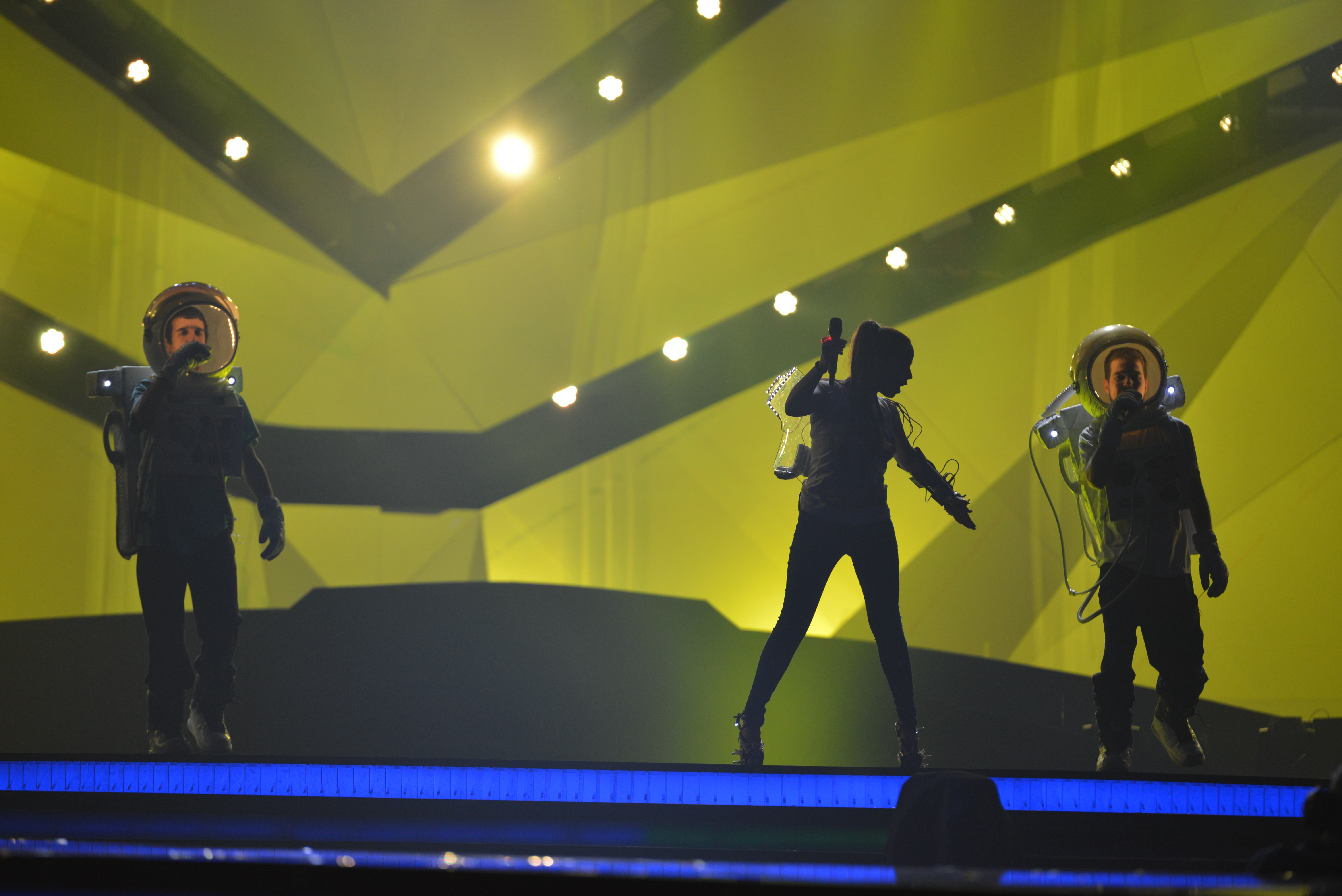
Who See e Nina Žižić em Malmö (2013)
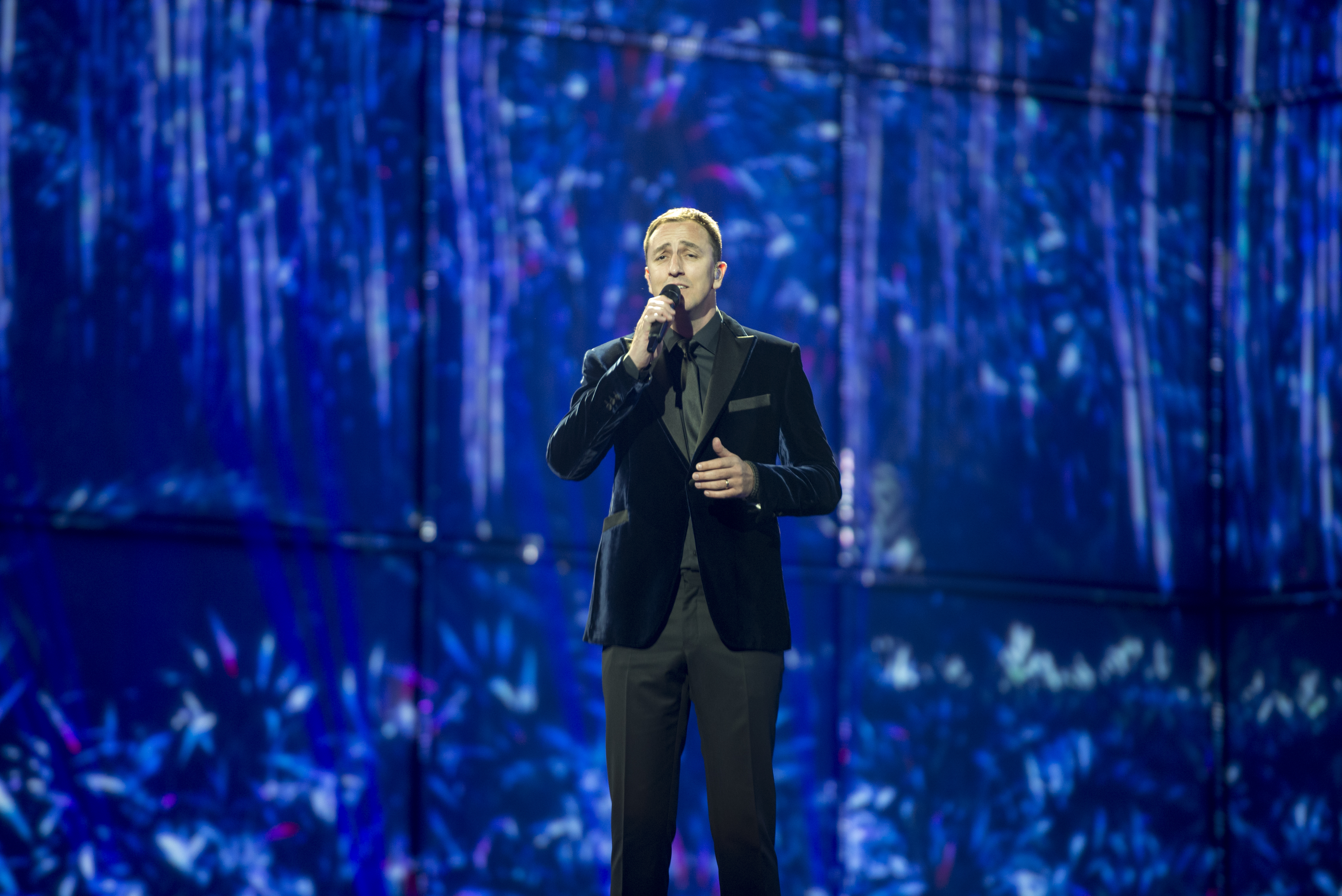
Sergej Ćetković em Copenhaga (2014)
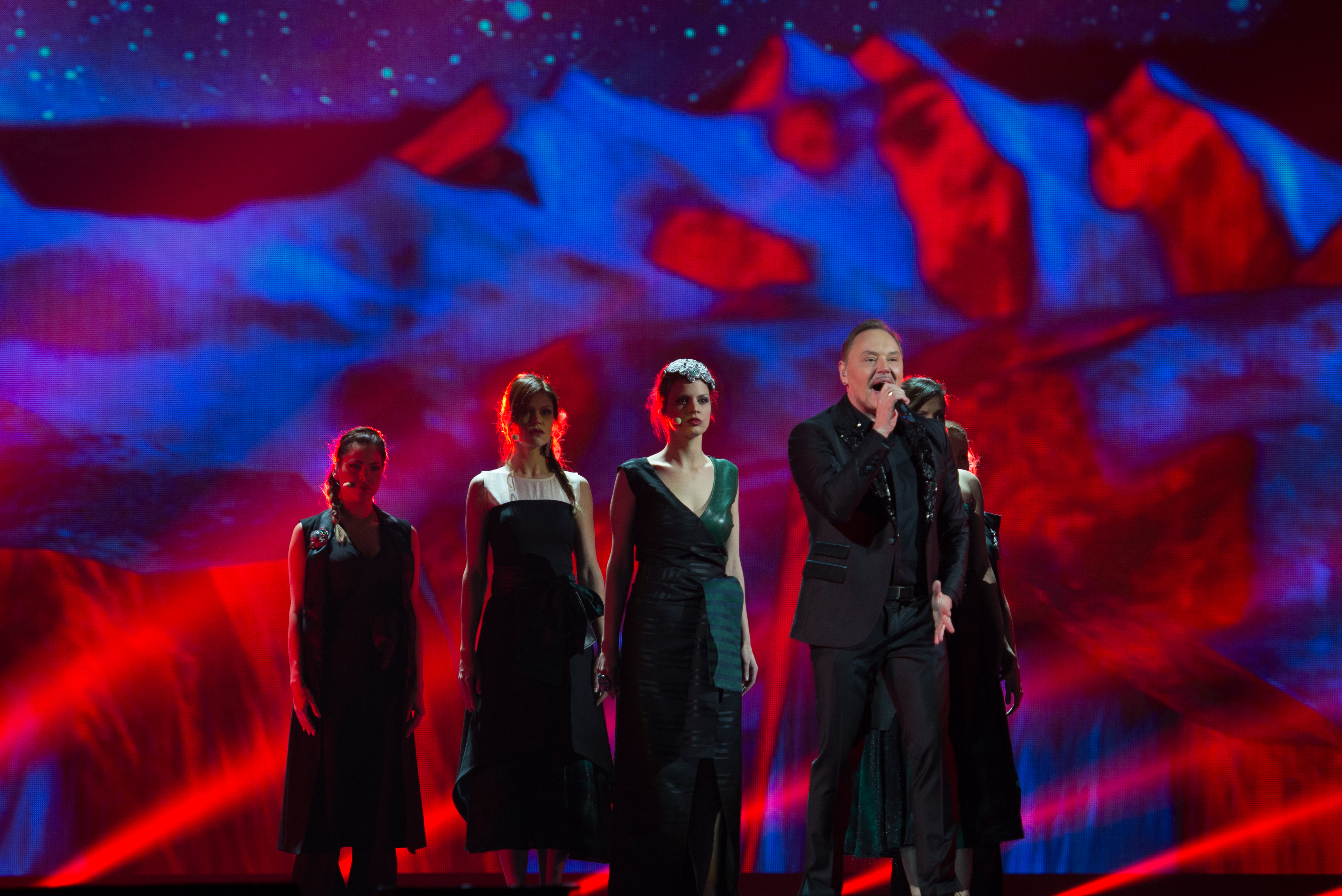
Knez em Viena (2015)
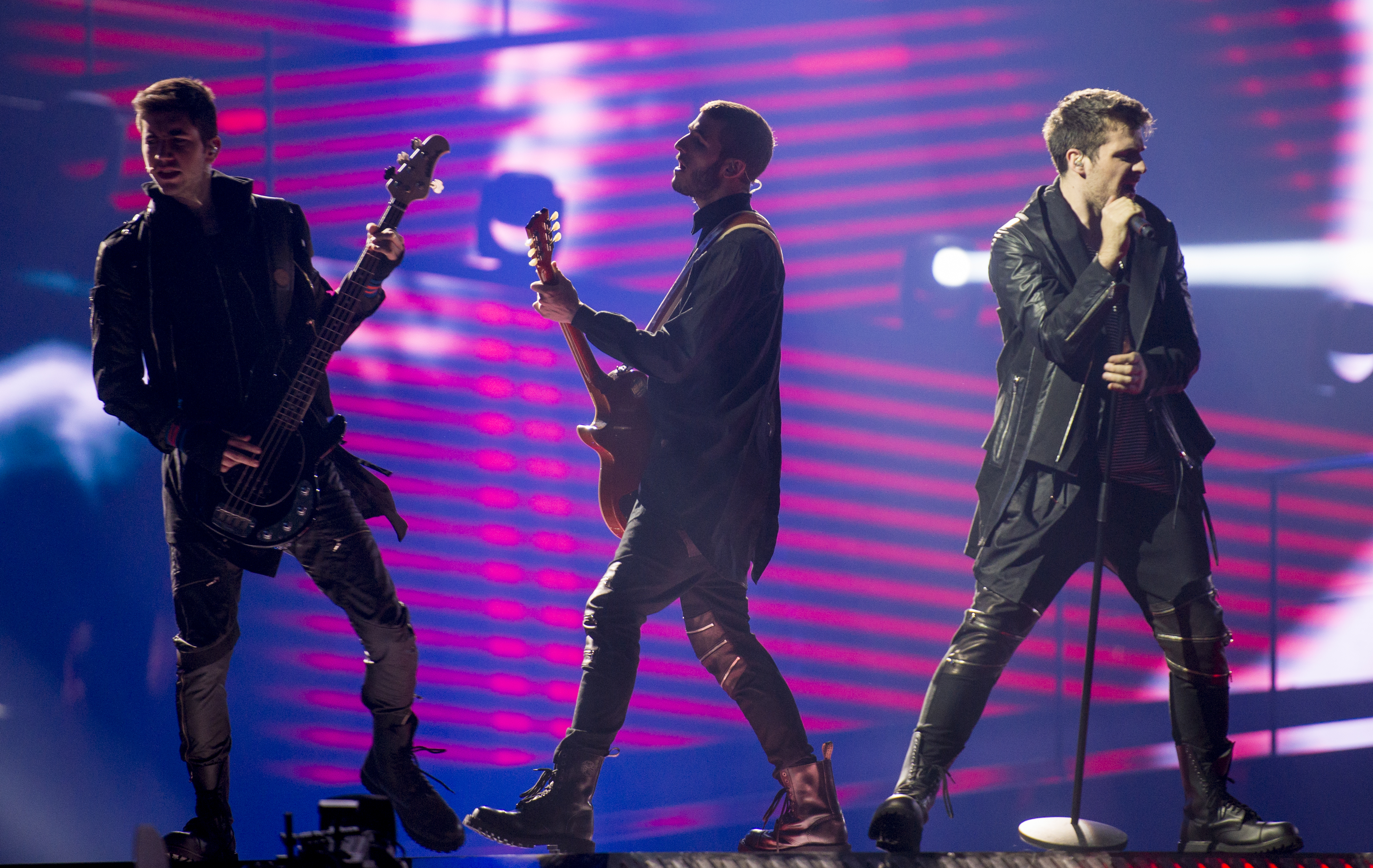
Highway em Estocolmo (2016)
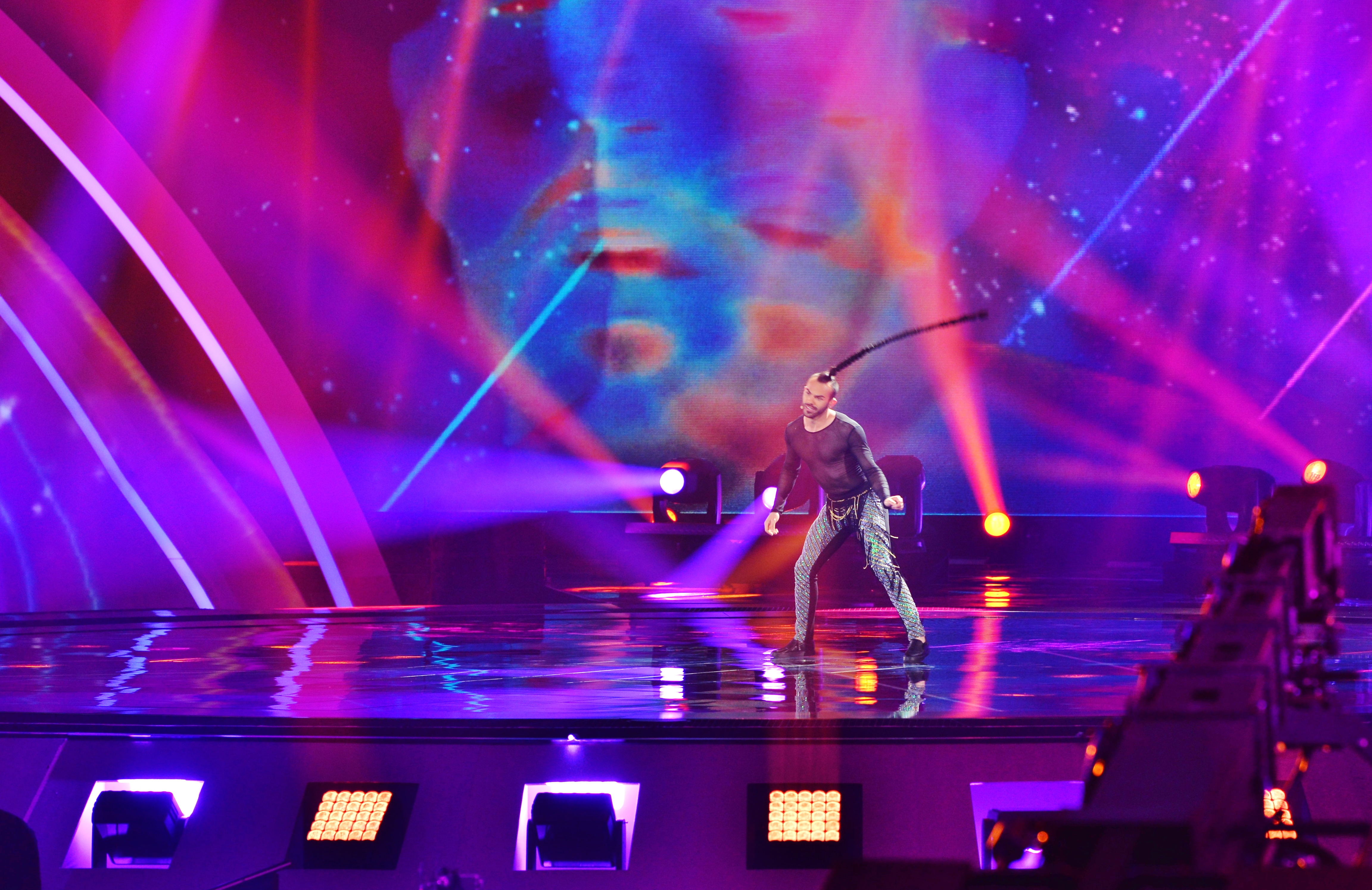
Slavko Kalezić em Kiev (2017)
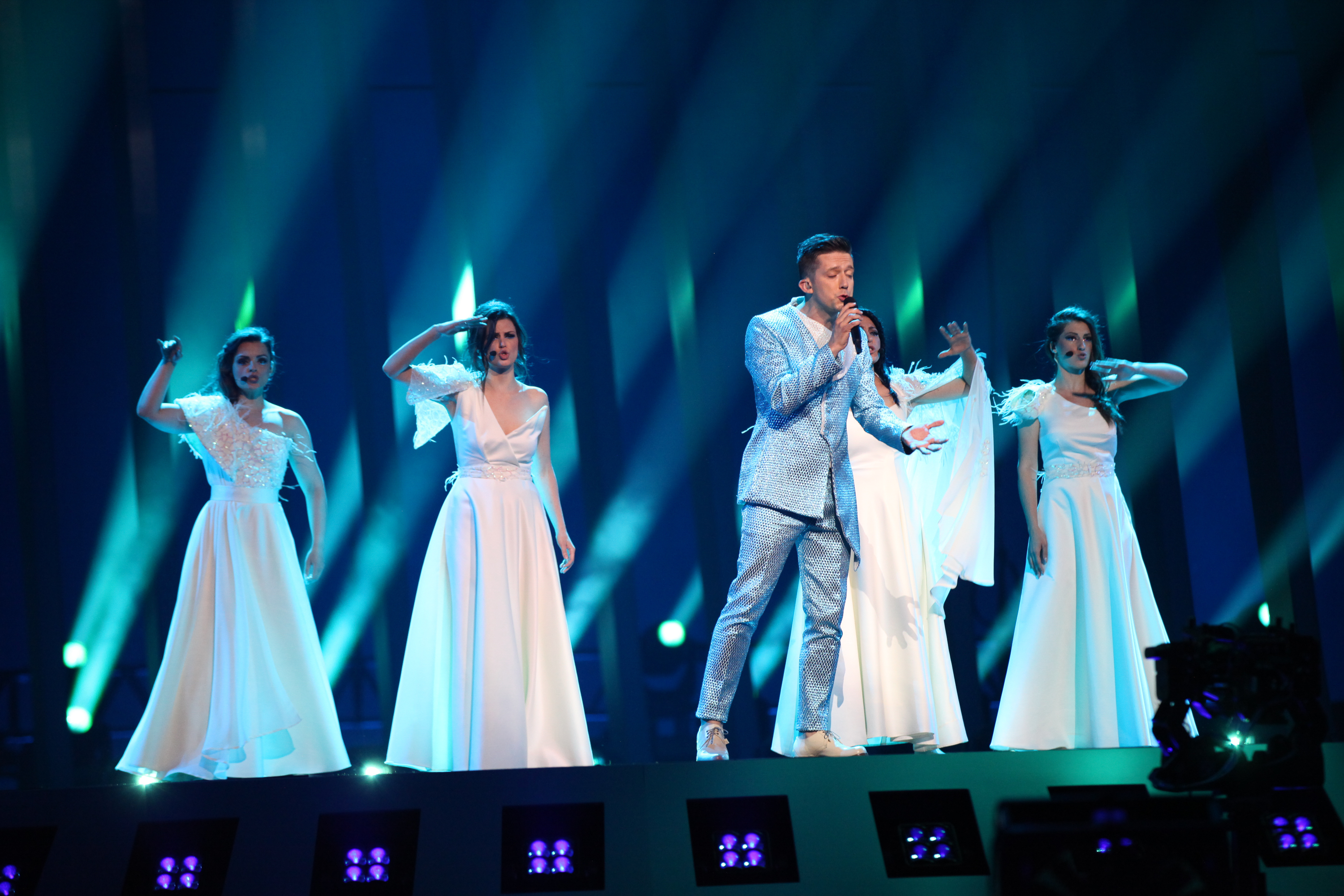
Vanja Radovanović em Lisboa (2018)
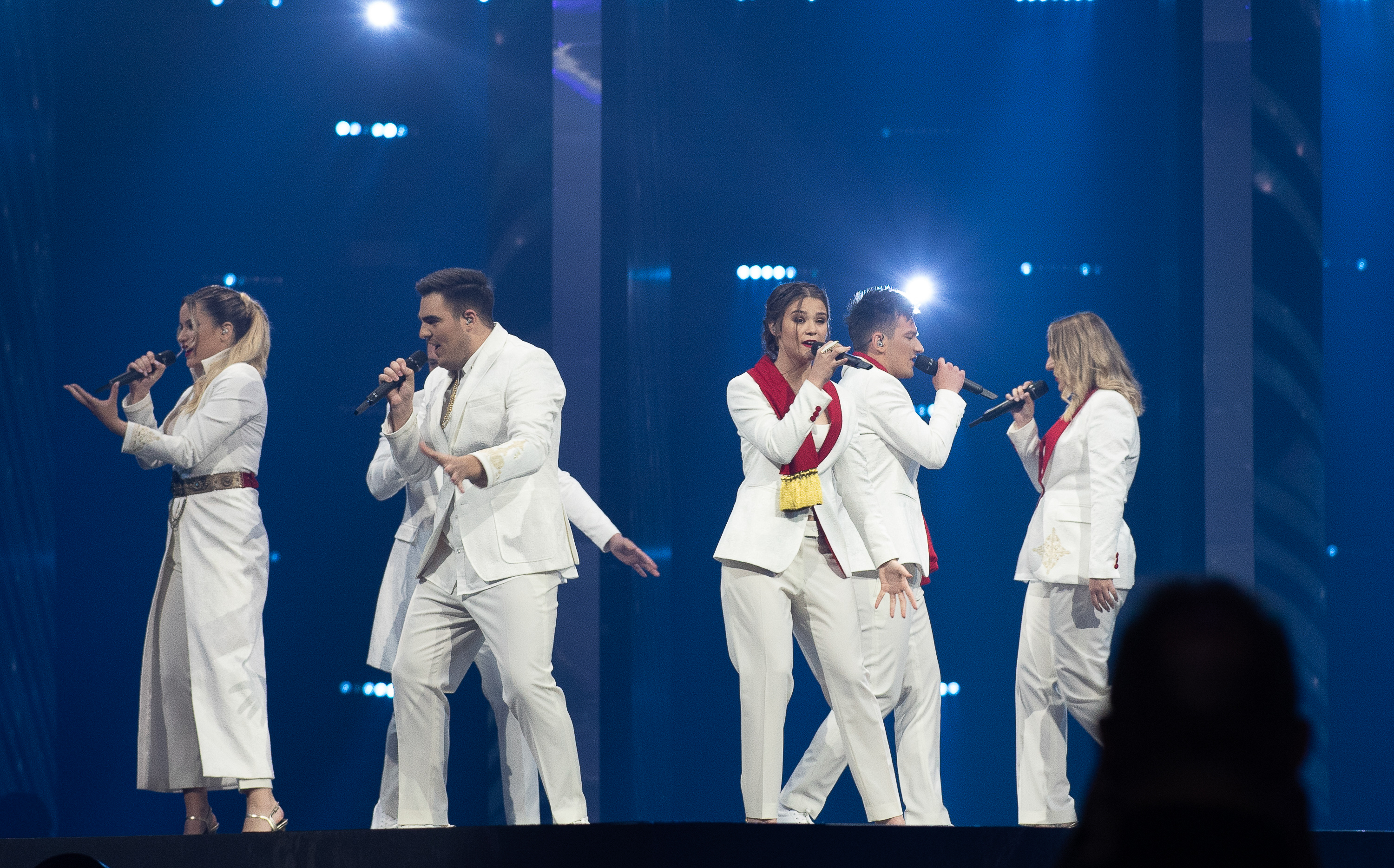
D-moll em Tel Aviv (2019)

## Participações
Legenda
     Vencedor
     2.º lugar
     3.º lugar
     Pontuação Nula ("Null Points")/Último Lugar
     Melhor classificação (fora do top 3)
     Qualificação para a final (fora do top 3)
     País-anfitrião
     Desclassificado
| #                                | Ano             | Artista                  | Canção                                                     | Língua                        | Final             | Pontos            | Semi | Pontos |
| -------------------------------- | --------------- | ------------------------ | ---------------------------------------------------------- | ----------------------------- | ----------------- | ----------------- | ---- | ------ |
| 1º                               | Helsínquia 2007 | Stevan Faddy             | "Ajde, kroči" ('Ајде, крочи) Vem, aproxima-te              | Montenegrino                  | Não se qualificou | Não se qualificou | 22º  | 33     |
| 2º                               | Belgrado 2008   | Stefan Filipović         | "Zauvijek volim te" (Заувијек волим те) Amo-te para Sempre | Montenegrino                  | Não se qualificou | Não se qualificou | 14º  | 23     |
| 3º                               | Moscovo 2009    | Andrea Demirović         | "Just Get Out of My Life" Sai Apenas da Minha Vida         | Inglês                        | Não se qualificou | Não se qualificou | 11º  | 44     |
| Não participou entre 2010 e 2011 |                 |                          |                                                            |                               |                   |                   |      |        |
| 4º                               | Baku 2012       | Rambo Amadeus            | "Euro Neuro"                                               | Inglês, Montenegrino & Alemão | Não se qualificou | Não se qualificou | 15º  | 20     |
| 5º                               | Malmö 2013      | Who See feat. Nina Žižić | "Igranka" (Игранка) A Dança                                | Montenegrino                  | Não se qualificou | Não se qualificou | 12º  | 41     |
| 6º                               | Copenhaga 2014  | Sergej Ćetković          | "Moj svijet" (Мој свијет) Meu Mundo                        | Montenegrino                  | 19º               | 37                | 7º   | 63     |
| 7º                               | Viena 2015      | Knez                     | "Adio" Adeus                                               | Montenegrino                  | 13º               | 44                | 9º   | 57     |
| 8º                               | Estocolmo 2016  | Highway                  | "The Real Thing" A coisa real                              | Inglês                        | Não se qualificou | Não se qualificou | 13º  | 60     |
| 9º                               | Kiev 2017       | Slavko Kalezić           | "Space" Espaço                                             | Inglês                        | Não se qualificou | Não se qualificou | 16º  | 56     |
| 10º                              | Lisboa 2018     | Vanja Radovanović        | "Inje" (Иње) Névoa                                         | Montenegrino                  | Não se qualificou | Não se qualificou | 16º  | 40     |
| 11º                              | Tel Aviv 2019   | D-moll                   | "Heaven" Céu                                               | Inglês                        | Não se qualificou | Não se qualificou | 16º  | 46     |
| Não participou entre 2020 e 2021 |                 |                          |                                                            |                               |                   |                   |      |        |
| 12º                              | Turim 2022      | Vladana Vučinić          | "Breathe" Respirar                                         | Inglês & Italiano             | Não se qualificou | Não se qualificou | 17º  | 33     |
| Não participou entre 2023 e 2024 |                 |                          |                                                            |                               |                   |                   |      |        |
| 13º                              | Basileia 2025   | Nina Žižić               | "Dobrodošli" (Добродошли) Bem-vindo                        | Montenegrino                  | Não se qualificou | Não se qualificou | 16º  | 12     |

| Ano            | Artista                  | Canção                    | Final             | Final             | Final             | Final             | Final             | Final             | Semi            | Semi            | Semi            | Semi            | Semi | Semi   |
| Ano            | Artista                  | Canção                    | Tlv.              | Pontos            | Júri              | Pontos            | Cl.               | Pontos            | Tlv.            | Pontos          | Júri            | Pontos          | Cl.  | Pontos |
| -------------- | ------------------------ | ------------------------- | ----------------- | ----------------- | ----------------- | ----------------- | ----------------- | ----------------- | --------------- | --------------- | --------------- | --------------- | ---- | ------ |
| Moscovo 2009   | Andrea Demirović         | "Just Get Out of My Life" | Não se qualificou | Não se qualificou | Não se qualificou | Não se qualificou | Não se qualificou | Não se qualificou | Apenas televoto | Apenas televoto | Apenas televoto | Apenas televoto | 11º  | 44     |
| Baku 2012      | Rambo Amadeus            | "Euro Neuro"              | Não se qualificou | Não se qualificou | Não se qualificou | Não se qualificou | Não se qualificou | Não se qualificou | 14º             | 24              | 16º             | 28              | 15º  | 20     |
| Malmö 2013     | Who See feat. Nina Žižić | "Igranka"                 | Não se qualificou | Não se qualificou | Não se qualificou | Não se qualificou | Não se qualificou | Não se qualificou | 4º              | 7.33            | 14º             | 10.16           | 12º  | 41     |
| Copenhaga 2014 | Sergej Ćetković          | "Moj svijet"              | 18º               | 33                | 20º               | 48                | 19º               | 37                | 10º             | 43              | 7º              | 74              | 7º   | 63     |
| Viena 2015     | Knez                     | "Adio"                    | 18º               | 34                | 13º               | 48                | 13º               | 44                | 9º              | 58              | 11º             | 47              | 9º   | 57     |
| Estocolmo 2016 | Highway                  | "The Real Thing"          | Não se qualificou | Não se qualificou | Não se qualificou | Não se qualificou | Não se qualificou | Não se qualificou | 17º             | 14              | 10º             | 46              | 13º  | 60     |
| Kiev 2017      | Slavko Kalezić           | "Space"                   | Não se qualificou | Não se qualificou | Não se qualificou | Não se qualificou | Não se qualificou | Não se qualificou | 11º             | 39              | 16º             | 17              | 16º  | 56     |
| Lisboa 2018    | Vanja Radovanović        | "Inje"                    | Não se qualificou | Não se qualificou | Não se qualificou | Não se qualificou | Não se qualificou | Não se qualificou | 14º             | 17              | 14º             | 23              | 16º  | 40     |
| Tel Aviv 2019  | D-moll                   | "Heaven"                  | Não se qualificou | Não se qualificou | Não se qualificou | Não se qualificou | Não se qualificou | Não se qualificou | 16º             | 15              | 13º             | 31              | 16º  | 46     |
| Turim 2022     | Vladana Vučinić          | "Breathe"                 | Não se qualificou | Não se qualificou | Não se qualificou | Não se qualificou | Não se qualificou | Não se qualificou | 14º             | 22              | 17º             | 11              | 17º  | 33     |
| Basileia 2025  | Nina Žižić               | "Dobrodošli"              | Não se qualificou | Não se qualificou | Não se qualificou | Não se qualificou | Não se qualificou | Não se qualificou | Apenas televoto | Apenas televoto | Apenas televoto | Apenas televoto | 16º  | 12     |

## Comentadores e porta-vozes
| Ano(s) | Televisão       | Televisão        | Rádio           | Rádio           | Votação           | Votação          | Votação        | Votação                 | Ref.          |
| Ano(s) | Principais      | Secundários      | Principais      | Secundários     | Porta-voz         | Idioma utilizado | Cidade         | Plano de fundo          | Ref.          |
| ------ | --------------- | ---------------- | --------------- | --------------- | ----------------- | ---------------- | -------------- | ----------------------- | ------------- |
| 2007   | Dražen Bauković | Tamara Ivanković | Sem transmissão | Sem transmissão | Vidak Latković    | Inglês           | Podgorica      | Ponte do Milénio        | [ 2 ]         |
| 2008   | Dražen Bauković | Tamara Ivanković | Sem transmissão | Sem transmissão | Nina Radulović    | Inglês           | Podgorica      | Ponte do Milénio        | [ 3 ]         |
| 2009   | Dražen Bauković | Tamara Ivanković | Sem transmissão | Sem transmissão | Jovana Vukčević   | Inglês           | Podgorica      | Ponte Blažo Jovanović   | [ 3 ]         |
| 2010   | Dražen Bauković | Tamara Ivanković | Sem transmissão | Sem transmissão | Não participou    | Não participou   | Não participou | Não participou          |               |
| 2011   | Sem transmissão | Sem transmissão  | Sem transmissão | Sem transmissão | Não participou    | Não participou   | Não participou | Não participou          | [ 4 ]         |
| 2012   | Dražen Bauković | Tamara Ivanković | Sem transmissão | Sem transmissão | Marija Marković   | Inglês           | Podgorica      | Praça da Independência  | [ 5 ]         |
| 2013   | Dražen Bauković | Tamara Ivanković | Sonja Savović   | Sanja Pejović   | Ivana Sebek       | Inglês           | Podgorica      | Praça da Independência  | [ 6 ] [ 7 ]   |
| 2014   | Dražen Bauković | Tamara Ivanković | Sonja Savović   | Sanja Pejović   | Tijana Mišković   | Inglês           | Podgorica      | Praça da Independência  | [ 6 ] [ 8 ]   |
| 2015   | Dražen Bauković | Tijana Mišković  | Sem transmissão | Sem transmissão | Andrea Demirović  | Inglês           | Podgorica      | Câmara Municipal        | [ 9 ] [ 10 ]  |
| 2016   | Dražen Bauković | Tijana Mišković  | Sem transmissão | Sem transmissão | Danijel Alibabić  | Inglês           | Podgorica      | Praça da Independência  | [ 11 ] [ 12 ] |
| 2017   | Dražen Bauković | Tijana Mišković  | Sem transmissão | Sem transmissão | Tijana Mišković   | Inglês           | Cetinje        | Museu Nacional          | [ 13 ] [ 14 ] |
| 2018   | Dražen Bauković | Tijana Mišković  | Sem transmissão | Sem transmissão | Nataša Šotra      | Inglês           | Podgorica      | Atlas Centar            | [ 15 ] [ 16 ] |
| 2019   | Dražen Bauković | Tijana Mišković  | Sem transmissão | Sem transmissão | Ajda Šufta        | Inglês           | Cetinje        | Palácio Real de Cetinje | [ 17 ] [ 18 ] |
| 2021   | Sem transmissão | Sem transmissão  | Sem transmissão | Sem transmissão | Não participou    | Não participou   | Não participou | Não participou          | [ 19 ]        |
| 2022   | Dražen Bauković | Tijana Mišković  | Sem transmissão | Sem transmissão | Andrijana Vešović | Inglês           | Podgorica      |                         | [ 20 ]        |
| 2023   | Dražen Bauković | Tijana Mišković  | Sem transmissão | Sem transmissão | Não participou    | Não participou   | Não participou | Não participou          |               |

- De 1961 a 1992, Montenegro competiu como parte da Jugoslávia e de 2004 a 2005 como parte da Sérvia e Montenegro.

## Prémios

### Prémio Barbara Dex
| Ano  | Canção  | Artista(s)     | Resultado final | Pontos | Anfitrião | Ref.   |
| ---- | ------- | -------------- | --------------- | ------ | --------- | ------ |
| 2017 | "Space" | Slavko Kalezić | 16º (SF)        | 56     | Dublin    | [ 21 ] |